# Gary (cantante)
Edgar Efraín Fuentes (5 de febrero de 1962 - 9 de noviembre de 2001), más conocido como Gary, fue un cantante argentino de cuarteto. Fue integrante del grupo cuartetero Trulalá y luego desarrolló su carrera solista, incursionando en una mezcla de cuarteto y balada

## Biografía

### Infancia y adolescencia
Edgar Fuentes nació el 5 de febrero de 1962 en Amboy, localidad del valle de Calamuchita, en la provincia de Córdoba (Argentina). Desde pequeño sintió inclinación por la música y formó aspiraciones tempranas de ser cantante. Edgar Fuentes en su adolescencia realizó los estudios secundarios en la Ciudad de San Francisco (Provincia de Córdoba) en el colegio Nacional San Martín. A los 17 años comenzó a cantar.

### Sus comienzos musicales
Interpretó música folklórica desde pequeño, y a fines de la década de 1970, siendo ya un jovenzuelo, participó en un grupo llamado Los Felinos; con ellos no grabó ningún disco. Luego formó un dúo con Héctor Nieve: así nació Héctor y Gary. Aquí Edgar utilizó ya como nombre artístico su apodo, el cual es una variante de su propio nombre en diminutivo (“Edgarito”).
A comienzos de la década de 1980 Gary llegó a Córdoba y logró ingresar en la orquesta de Heraldo Bosio, conocido músico de la región. Con él, Gary comenzó a participar en los bailes y las giras por los pueblos y ciudades de Córdoba, incluyendo un baile en su Amboy natal.

### Trulalá
Años después fue convocado para integrar la banda Trula-la, creada y dirigida por Manolito Cánovas. Allí fue la voz principal durante cinco años, período en el que compartió el escenario con otros cantantes de la banda, como José Moyano "El Negro José", Marito Gutiérrez o Javier “La Pepa” Brizuela. 
La música de cuartetos es originaria de la provincia de Córdoba, aunque ritmos similares se encuentran en otras regiones de Argentina y del mundo inclusive. Pero el cuarteto no es solamente un estilo musical sino un componente muy fuerte de la identidad cordobesa. Las orquestas de décadas anteriores se habían transformado en bandas, con instrumentos y sonidos diferentes, pero con la misma finalidad de hacer música para bailar y entretener a la gente. Por eso los shows o presentaciones de las bandas de cuarteto se llamaban “bailes”, y tenían como única pretensión hacer música alegre, para bailar. La música cuartetera complementaba los bailes con grabaciones de discos llenos de canciones movidas, que la gente compraba con la finalidad de divertirse y organizar fiestas hogareñas al sonido de la música popular.
En esos años Gary interpretó canciones de ritmo tropical y también los lentos de la banda. Su voz se identifica con grandes éxitos de Trula-la, como “Mi libertad…no”, “Con la música en la sangre”, “Si no voy al baile me muero”, “En aquel rincón”, “La flauta de Bartolo”, “Sé que te quieres marchar”, “Elizabet” y “Te quiero tanto”.
Según contó después, Trula-la significó para Edgar un gran aprendizaje:

“No solamente aprender a respetar al público, a la gente, al que paga la entrada, sino también a mis compañeros de trabajo. Y hoy seguir como solista y no ver como algo aparte a los músicos que me acompañan en el escenario, sino verlos como compañeros de trabajo.”

### Carrera solista
A mediados de 1990 Edgar decidió iniciar una carrera como solista, y para eso adoptó el nombre artístico de Gary. El 14 de julio de 1990 canto por primera vez en el estadio Atenas de la ciudad de Córdoba Capital, luego comenzó a actuar en distintos lugares de la provincia de Córdoba y también en los escenarios bailables de la capital provincial. A las pocas semanas de iniciar su carrera solista sufrió un accidente automovilístico cuando regresaba de un baile.
Sin embargo Gary logró recuperarse y cuando pudo comenzó nuevamente a realizar bailes, presentándose a cantar en silla de ruedas al principio, y con muletas después, hasta sanar completamente. Esta rehabilitación impresionó a la opinión pública de Córdoba.
Antes de terminar 1990 Gary ya había editado un disco para el sello BMG, titulado “Así como lo siento”. En este trabajo mantenía un estilo musical muy bailable, conforme al estilo cuartetero y a sus herencias de Trula-la. El álbum contenía canciones bailables, algunas de ellas enganchadas al estilo popurrí, y un tema lento dedicado al Día de la Madre, que en Argentina se festeja el tercer domingo de octubre. El tema promocional de este disco fue “Te burlaste” y sonó mucho en las radios cordobesas.
A comienzos de 1991, siguiendo el ritmo de las producciones discográficas de cuarteto, Gary saca a la venta su segundo álbum: “El alma que canta”. Su canción promocional “Detrás de la luna” fue otro éxito que Gary interpretó no solo en los bailes sino también en programas de TV a los que fue invitado. A fin de año grabó su tercer disco, y la canción que le daba nombre a este fue un suceso: “Ángel”. Este tema era un lento de estilo diferente a los que Gary había interpretado anteriormente, como solista y en Trula-lá, y le abrió una nueva etapa como cantante de baladas.
Los arreglos musicales de estas canciones convirtieron al repertorio de Gary en algo muy diferente a la música cuartetera que solo tenía como objetivo hacer bailar. Al mismo tiempo, los temas lentos se volvieron más elaborados; sin embargo, Gary no dejó de hacer canciones bailables. Gary y su orquesta comenzaron a hacerse populares en otras provincias argentinas, e incluso en la ciudad de Buenos Aires, pero paulatinamente Gary fue dando prioridad a un estilo muy suyo de hacer cuarteto.
Durante ese tiempo, el cantante tuvo una relación extramatrimonial con una seguidora de Villa María, y fruto de esa relación nació la que sería la única hija del artista: Chiara Dalila Fuentes.

### Interpretaciones
Amante de la música de los años 70' y 80',  tanto nacional como internacional, en cada disco suyo incluyó versiones de clásicas canciones y de grandes autores, como por ejemplo:
- El juguete (Gianni Morandi)
- Mía (Hervé Vilard)
- Linda Belinda (Gianni Morandi)
- Ángel (Miguel Gallardo)
- Solo tú, solo yo (Toto Cotugno)
- Cuando se acaba el amor (Guillermo Dávila)
- Pequeña y frágil (Sabú)
- Dalila (Tom Jones)
- Una historia eres tú (Cristobal)
- Brilla tu diamante loco (Pink Floyd)
- Qué es el amor (Haddaway)
- Siempre tú (Cris Manzano)
- Amore mío, estoy enamorado (Los Moros)
- Ya no hay forma de pedir perdón (Sorry seems to be the hardest word) (Elton John)
- Es parecido a Jesús (Leonardo Favio)
- Marcela (Luisito Rey)
- Socorro, ayúdame (Tony Ronald)
- A mis dieciseis (Juan Gabriel)
- Volveré (Diego Verdaguer)
- Tú per me (Franco Simone)
- Charly (Santabarbara)
- Sin tí (Whitout you) (Badfinger)
- La novia (Antonio Prieto)
- Como sal y arena (Marcos Llunas)
- El mundo (Il mondo) (Jimmy Fontana)
- La última noche (Roxana Amed)
- Volver a nacer (Estéfano)
- Only you (The Platters)
- El profesor de violín (Gian Franco Pagliaro)

### Consagración
En 1997 la Asociación de Cronistas del Espectáculo en EE. UU. otorgó a Gary el premio Golden Award por Mejor Cantante Latino. Sucedió en Nevada (EE. UU.). En el año 1999 se entregaron los premios “Cuartetazo Award”, y Gary cosechó tres de ellos: Mejor Solista, Mejor Disco y Mejor Tema.
A fines de 1999 la agenda de Gary incluía presentaciones en Chile, Paraguay y Uruguay. Al mismo tiempo cosechaba premios, distinciones y reconocimientos. También planeaba escribir un libro con letras y poemas, basándose en anotaciones sueltas que hacía durante sus giras, pero el proyecto quedó trunco con su muerte.
A comienzos de 2000 inició una serie de presentaciones en Buenos Aires (teatro Astral).

### Su muerte
Falleció el viernes 9 de noviembre del año 2001, a los 39 años de edad, quienes precisaron que se trató de una «muerte súbita», seguramente como consecuencia de una grave afección de diabetes que desde hace un tiempo padecía el artista.
Su trayectoria artística profesional abarcó 16 años. Durante ese período cosechó 11 discos de oro, 9 de platino y varios dobles platinos. Durante sus 10 años de cantante solista alcanzó la cifra de 11 millones de discos vendidos.
Al momento de su muerte, Gary estaba por realizarse el estudio genético con su presunta hija, Chiara. Luego de la muerte del artista, la justicia citó primero a la madre del cantante, Petrona Álvarez, para la realización del estudio, aunque ella falleció al año siguiente de la muerte de su hijo. Al final el examen de ADN fue realizado con los hermanos del cantante, Eduardo y Gabriela Fuentes, y el estudio arrojó resultados positivos, confirmándose así que Chiara es hija de Gary.
Con posterioridad a su muerte la empresa discográfica ha editado numerosas recopilaciones de las canciones de Gary. A fines de 2007 salió a la venta un DVD con videoclips de las canciones y un documental sobre su vida.
A su vez un grupo de fanáticos crea la página Mundo Gary, el cual contiene materiales en fotos, videos e historias de cantante, la misma está coordinada por Franco Murua.
Por otra parte se inició con la idea de homenajearlo en su pueblo natal, Amboy, provincia de Córdoba. En la misma comuna se realizó en el año 2016 más precisamente el 9 de noviembre, ante más de 7000 personas que se acercaban de todo el país. Donde el acto principal fue el descubrimiento de la estatua en tamaño real de Gary, escultura realizada por Estudio Pugliesse de Buenos Aires. Bajo la coordinación del intendente Daniel Álvarez, Pablo Spitale (Músico de Gary), Carina Favatta (Esposa de Gary), Chiara Fuentes (la única hija de Gary, nacida en 1997, fruto de una relación extramatrimonial que el cantante tuvo durante un tiempo con una seguidora de Villa María), Eduardo Fuentes (Hermano de Gary) y El Trulalazo del 90 (Grupo de Cuarteto). Dicho evento estuvieron presente autoridades provinciales de Córdoba, medios de prensas, familiares del artista, músicos invitados como Jorge “Toro” Quevedo, Cristian Reynoso, “Negro” José Moyano, “Pancho” Spitale, Eduardo Gelfo, entre otros.
En 2017 continuo con el homenaje el mismo día y en 2018 ante cerca de 10000 espectadores fanáticos de todo el territorio argentino, se concreto el tercer dedicatoria a Gary. Donde estuvieron presente, Lisandro Márquez, Alejandro Ceberio, El “Negro” Videla, Bruna Montes, Claudio Toledo, entre otros cuarteteros.
Atreves de todo esto se realizaba un documental sobre lo sucedido en los homenajes, el mismo titulado “Gary El Documental en Amboy, bajo la dirección de Ariel Omar Modón. Donde incluía todo el material de Amboy, vida y obra del Artista Gary.

## Discografía
| 1. La gata me vuelve loco (1985) 2. A todo gusto (1986) 3. Espectacular (1987) 4. Únicos (1987) 5. Para seguir bailando (1988) 6. Trulaleando con Tru la-la (1988) 7. Tru la-la (1989) 8. Marca registrada (1989) 9. Te quiero tanto (1990) 1. Así como lo siento (1990) 2. El alma que canta (1991) 3. Ángel (1991) 4. Apto para todo público (1992) 5. Solo tu, solo yo (1993) 6. Dalila (1994) 7. Con todo respeto (1994) 8. Es parecido a Jesús (1996) 9. La diferencia (1997) 10. La novia (1997) 11. Energía positiva (1998) 12. Te doy mi corazón (1999) 13. Lo que fui y lo que soy (disco doble) (2000) 14. Cerca tuyo (2001) | Gary también participó en los discos que llevaban el nombre de Exageradísimo y que consistían en trabajos discográficos donde se reunían varios grupos musicales o solistas. Estos discos solían ser lanzados a la venta una vez por año, generalmente para la época de las fiestas (Navidad y Año Nuevo). Gary grabó en los siguientes trabajos: Con Tru la-la: - Exageradísimo '87 (1987) - Exageradísimo '88 (1988) - Exageradísimo '89 (1989) Como Solista: - Exageradísimo '92 (1992) - Exageradísimo '94 (1993) | - Sus grandes éxitos (1999) - Antología (2000) - Con voz de ángel (2001) - Discografía completa vol. 1: "Así como lo siento" / "El alma que canta" (2001) - Discografía completa vol. 2: "Ángel" / "Apto para todo público" (2003) - Discografía completa vol. 3: "Solo tú, solo yo" / "Dalila" (2003) - Mi paso por Tru la-la (2004) - Con voz de ángel vol. 2 (2006) - El ángel que canta (2007) - Discografía completa vol. 4: "Con todo respeto" / "Es parecido a Jesús" (2008) - Éxitos originales (2012) |